# Ali Demirel
 (février 2023).
Ali Demirel est un artiste vidéo, artiste numérique et réalisateur turc né en 1972. Il est connu pour avoir conçu et développé quelques-uns des effets numériques et visuels lors de plusieurs tournées de Richie Hawtin et son label Minus.